# Macintosh Classic II
A Macintosh Classic II asztali számítógépet az Apple gyártotta és forgalmazta 1991. október 21. és 1993. szeptember 13. között 23 hónapon keresztül. A Macintosh Classic II a Compact Macintosh számítógép-családba tartozott.

## Története
A Macintosh Classic II az eredeti Classic frissített változata volt. A házat is megújították, a gép gyorsabb lett, 16 MHz-es Motorola 68030-as processzorra épült, az ára 1899 dollár volt.
A Macintosh gépek egymásra épülését nehezen lehetett követni, az Apple 1992. szeptemberében a Classic II-re építve bemutatta a Performa 200-t. A Macintosh Performa személyi számítógép sorozat (család), amelyet az Apple Computer tervezett, gyártott és értékesített 1992 és 1997 között. A Performa márka újra használta az Apple Quadra, Centris, LC, Classic és Power Macintosh családjainak modelljeit, amelyek típusszámai a mellékelt szoftvercsomagokat vagy merevlemez-méreteket jelölte. Míg a nem Performa Macintosh számítógépeket az Apple hivatalos viszonteladói értékesítették, a Performát nagy üzletek és kiskereskedelmi láncok – Good Guys, Circuit City és a Sears – értékesítették.

## Technikai leírás
A bézs színű gép súlya 7,3 kg, magassága 335 mm, szélessége 246 mm és mélysége 284 mm volt. A Classic II számítógépet egymagos 16 MHz-es Motorola 68030 processzor vezérelte (L1 cache: 0,5kB), a rendszerbusz 16 MHz-en működött. Az adatokat a 40MB belső merevlemezre lehetett elmenteni. Külső adattárolási lehetőséget az 1,44-es hajlékonylemez meghajtó (floppy-drive) kínált. A gépet System 7.0.1 operációs rendszerrel szállította az Apple. A gép bemutatásakor az alapkiépítésben 2MB (100ns) memóriát tartalmazott, maximálisan 10MB (100ns) kezelésére volt képes a gyári specifikáció szerint, a bővítéshez 2 hely (slot) állt rendelkezésre. A számítógépnek 9 inches-es, 512x342 képpont felbontásra képes kijelzője volt. Csatlakozók: egy ADB, két soros port, egy DB-25 SCSI-hoz, egy DB-19 a hajlékonylemez meghajtónak, egy 3,5 mm-es jack audió bemenet, egy 3,5 mm-es jack audió kimenet. Külső SCSI merevlemez csatlakoztatására is volt lehetőség.

## A számítógép adatai
A táblázat nem tartalmazza az összes műszaki paramétert. Az egyes modelleknél a bemutatáskor érvényes adatokat soroljuk fel, a későbbi frissítéseket nem. Az eszköz technikai paraméterei a MacTracker alkalmazásból származnak.
| Gép nevebemutatva kivezetve             | Méretmagasság szélesség mélység súlySzín | Processzorprocesszor órajel, mag L1 és L2 cache társprocesszor | Háttértármerevlemezkülső adathordozó | Eredeti operációs rendszer | Memóriaalap max. @sebességhely | Kijelzőmérete felbontása | Grafikakártyamemória kimenet | CsatlakozókEthernet, ADB, soros, SCSI, párhuzamos, FDD, kijelző, hang be/ki, belső mikrofon, hangszóró                  | Bővíthetőségkártyahelybelső öbölkülső csatlakozó |
| --------------------------------------- | ---------------------------------------- | -------------------------------------------------------------- | ------------------------------------ | -------------------------- | ------------------------------ | ------------------------ | ---------------------------- | --- | ------------------------------------------------ |
| Classic II1991 okt. 21. 1993 szept. 13. | 335 mm 246 mm 284 mm 7,3 kg bézs         | Motorola 68030 @16 MHz és 1 mag L1 0,5kB,                      | 40MB HDD 1,44 floppy                 | System 7.0.1               | 2MB max: 10MB @100ns2 hely     | 9 inch 512x342 képpont   |                              | * 1 ADB * 2 soros * 1 D–25 (SCSI) * 1 DB–19 külső FDD * 1 3,5 jack audió be * 1 3,5 jack audió ki * beépített hangszóró | * SCSI (külső)                                   |

## Compact Macintosh számítógépek az időben
| A Compact Macintosh számítógépek az idővonalon |
| --- |
| A színek kezdete a bemutató időpontja, a forgalmazás több esetben is hónapokkal később kezdődött. Megeshet, hogy egy csík végét kitakarja egy másik csík eleje. Előfordul, hogy a gyártás befejezését követően még egy ideig forgalomban marad a gép adott verziója. A hardver szempontjából az Apple számítógépekhez tartozó Macintosh XL-t a gép nevében szereplő "Macintosh" szó miatt tüntettük fel. |